# Christophe Lécapène
Pour les articles homonymes, voir Lécapène.
Christophe Lécapène (en grec Χριστόφορος Λακαπηνός), né vers 895 et mort le 31 août 931 est le fils aîné de Romain Ier Lécapène et de sa première épouse Maria.

## Biographie
En 921, peu après son accession, son père l'associe au trône, le mettant à la seconde place, alors que Constantin VII, l'empereur de la dynastie macédonienne, est relégué à la troisième place.
Il épouse en 919 Sophie, fille du patrice Nikétas proclamée « Augusta » en février 922 après la mort de sa belle-mère Théodora, et a pour enfants :
- Marie, mariée en 927 à Pierre Ier de Bulgarie, tsar des Bulgares ;
- Romain, associé en 921, mort jeune avant 940 ;
- Michel (mort après 963), César en 921 qui devient peu après en 945 magistros et recteur. Sa fille Hélène était la femme de Grégoire Taronitès.

Il meurt avant son père le 31 août 931.